# Xian de Shaoyang
Le xian de Shaoyang (邵阳县 ; pinyin : Shàoyáng Xiàn) est un district administratif de la province du Hunan en Chine. Il est placé sous la juridiction de la ville-préfecture de Shaoyang.

## Démographie
La population du district était de 943 372 habitants en 1999.